# Haji Ali Dargah
 (mars 2025).
Si vous disposez d'ouvrages ou d'articles de référence ou si vous connaissez des sites web de qualité traitant du thème abordé ici, merci de compléter l'article en donnant les références utiles à sa vérifiabilité et en les liant à la section « Notes et références ».

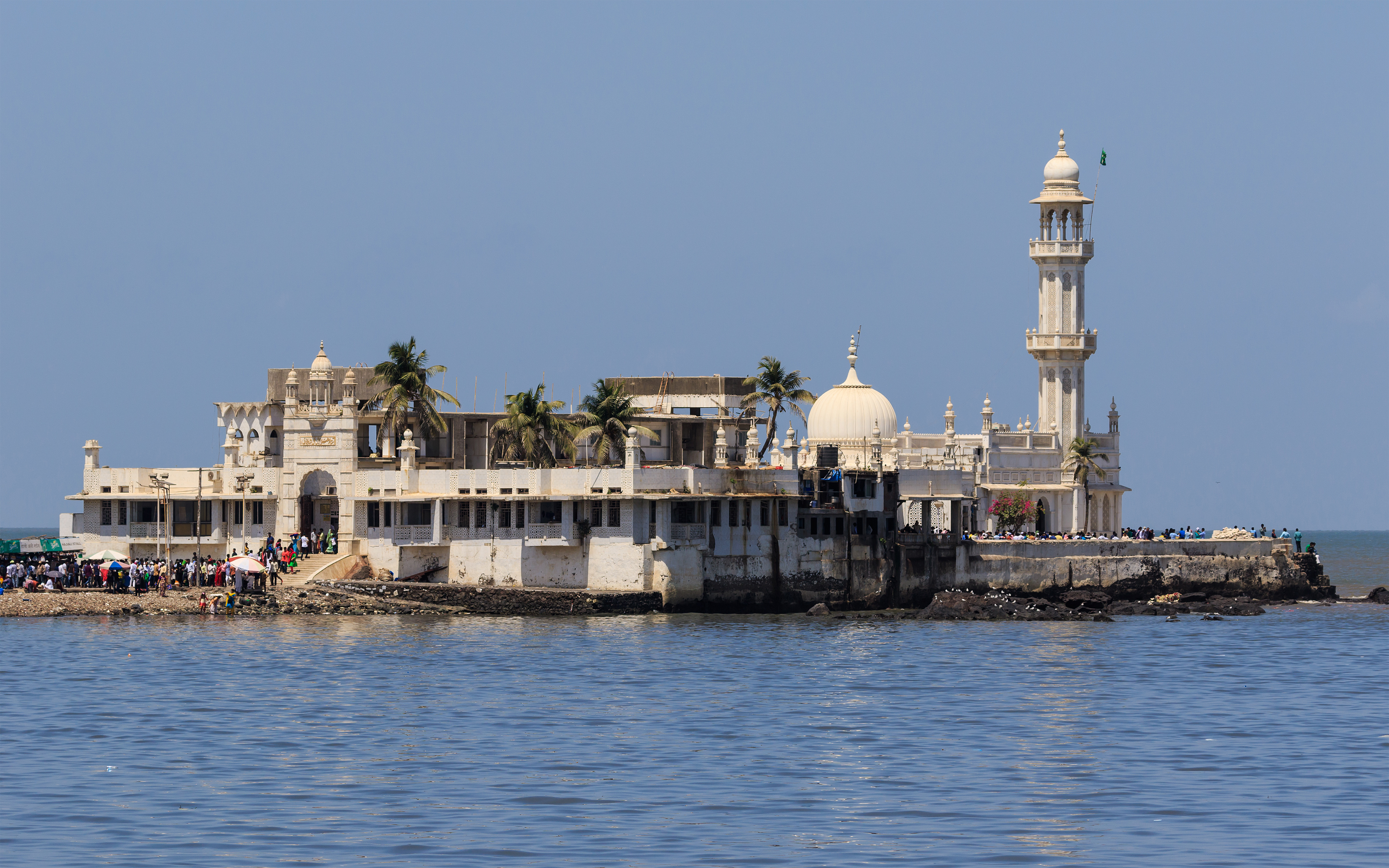

Haji Ali Dargah est à la fois une mosquée et un dargah soufi situé à Bombay en Inde. Le dargah a initié par le Pir Haji Ali Shah Bukhari au XVe siècle.

## Réparation et rénovation

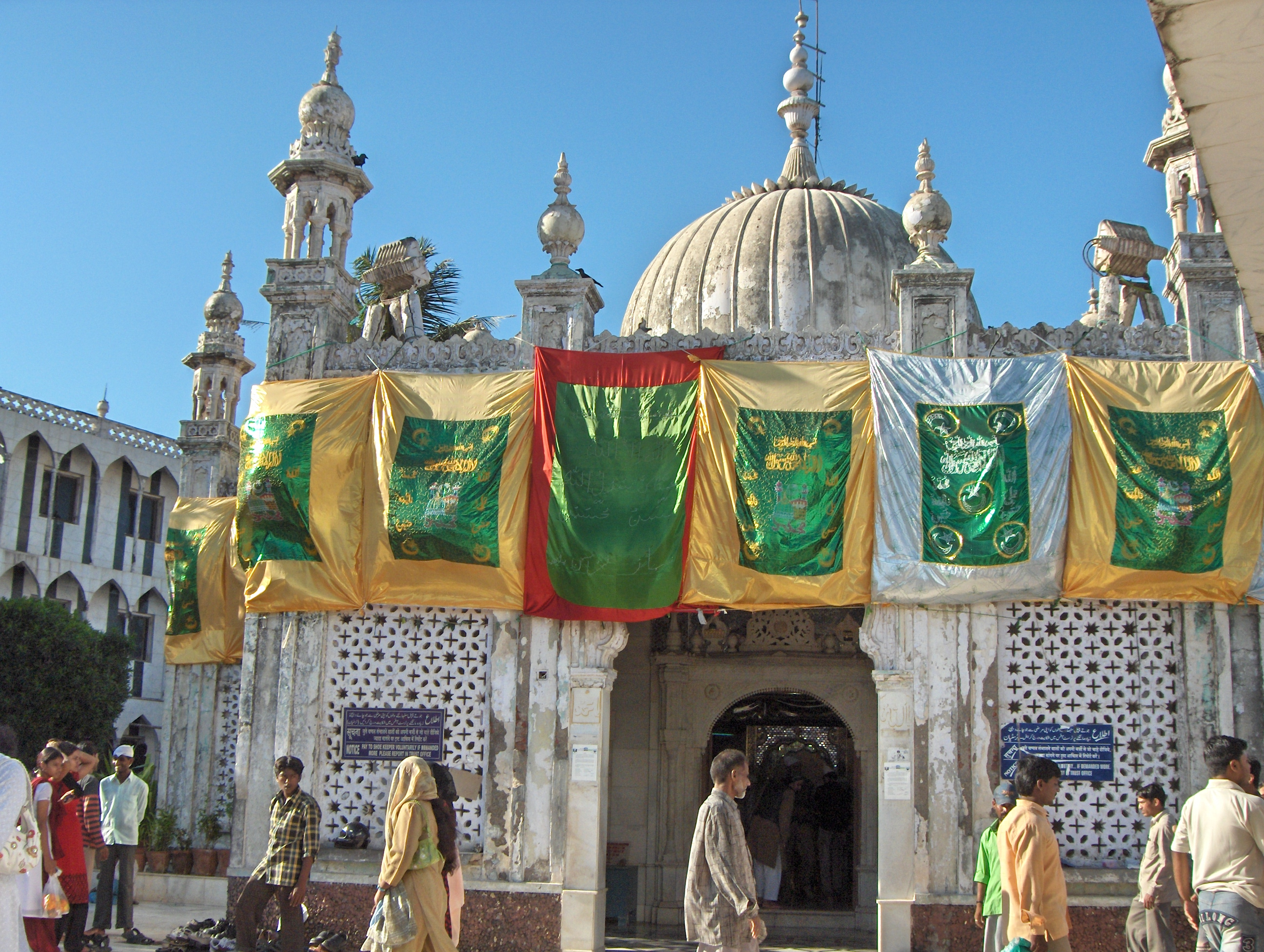
Le dargah en 2006

En 2009, la structure du dargah, vieille de six cents ans, était soumise à une érosion constante, en raison des vents salins et de l'impact d'environ 80 000 visiteurs par semaine. D'importantes rénovations ont été achevées en 1960 et 1964, et une mise à niveau structurelle du dargah a commencé en octobre 2008. Les plans à l'époque prévoyaient que le dargah serait embelli avec du marbre blanc de première et deuxième qualité, provenant de Makrana, au Rajasthan, le même endroit d'où le marbre du Taj Mahal a été apporté. En 2010, il a été annoncé que les travaux de réparation et de structure devaient durer 24 mois, en deux phases. La « première phase » impliquait la reconstruction de la mosquée et des minarets, tandis que la « deuxième phase » impliquait la rénovation du bâtiment du sanatorium.

## Vois aussi
- L'Islam en Inde
- Liste des mosquées en Inde
- Moinuddin Chishti
- Ashraf Jahangir Semnani
- Nizamuddin Awliya
- Turabul Haq Dargah